# Polyclinum
Polyclinum är ett släkte av sjöpungar som beskrevs av Savigny 1816. Polyclinum ingår i familjen klumpsjöpungar.

## Dottertaxa tillPolyclinum, i alfabetisk ordning[1][2]
- Polyclinum aurantium
- Polyclinum circulatum
- Polyclinum complanatum
- Polyclinum constellatum
- Polyclinum corbis
- Polyclinum crater
- Polyclinum fungosum
- Polyclinum gelidus
- Polyclinum glabrum
- Polyclinum hospitale
- Polyclinum incrustatum
- Polyclinum isipingense
- Polyclinum johnsoni
- Polyclinum lagena
- Polyclinum laxum
- Polyclinum macrophyllum
- Polyclinum marsupiale
- Polyclinum molle
- Polyclinum neptunium
- Polyclinum nudum
- Polyclinum orbitum
- Polyclinum planum
- Polyclinum psammiferum
- Polyclinum pute
- Polyclinum sacceum
- Polyclinum saturnium
- Polyclinum sebastiani
- Polyclinum sibiricum
- Polyclinum sluiteri
- Polyclinum sundaicum
- Polyclinum tenuatum
- Polyclinum terranum
- Polyclinum tsutsuii
- Polyclinum vasculosum